# Molophilus pirioni
Molophilus pirioni är en tvåvingeart. Molophilus pirioni ingår i släktet Molophilus och familjen småharkrankar.

## Underarter
Arten delas in i följande underarter:
- M. p. omissus
- M. p. pirioni